# Pajarito, Boyacá
Pajarito là một thị xã và đô thị ở Departamento Boyacá, thuộc phân vùng La Libertad.